# Страйд (композиция)
Страйд — оркестровая композиция кубинско-американского композитора Тани Леон. Произведение было написано по заказу Нью-Йоркского филармонического оркестра и Орегонского симфонического оркестра. Впервые произведение было исполнено Нью-Йоркским филармоническим оркестром в Дэвид-Геффен-холле, Нью-Йорк, 13 февраля 2020 года.
Произведение было удостоено Пулитцеровской премии за выдающиеся произведение музыки в 2021 году.

## Критика
Рецензируя мировую премьеру, Закари Вулф из The New York Times назвал композицию «тревожной недосказанностью и тихой зловещей силой». Он также отметил: «Страйд — который г-жа Леон описала как "стремление вперед" — кажется странным названием для произведения, в котором, как ни странно, нет особого ощущения движения вперёд».